# NGC 2402 NED02
NGC 2402 NED02 est une galaxie spirale située dans la constellation du Petit Chien. C'est la galaxie située au nord-est de la paire de galaxies de NGC 2402. Cette paire de galaxies a été découverte par l'astronome germano-britannique William Herschel en 1784.

## Caractéristiques
Sa vitesse par rapport au fond diffus cosmologique est de 5 426 ± 50 km/s, ce qui correspond à une distance de Hubble de 80,0 ± 5,7 Mpc (∼261 millions d'al).
En raison d'une brillance de surface égale à 14,06 mag/am2, on peut qualifier NGC 2402NED02 de galaxie à faible brillance de surface (LSB en anglais pour low surface brightness). Les galaxies LSB sont des galaxies diffuses (D) avec une brillance de surface inférieure de moins d'une magnitude à celle du ciel nocturne ambiant.